# FK Hajduk Kula
A Hajduk Kula (szerbül: Фудбалски клуб Хајдук Кула) egy szerb labdarúgócsapat, székhelye Kúla városában található. Jelenleg a szerb élvonalban szerepel.
A vajdasági csapat legnagyobb sikerét az 1996–97-es szezonban érte el, mikor 4. helyen végzett a jugoszláv élvonalbeli pontvadászatban, illetve a jugoszláv kupa negyeddöntőjéig menetelt.

## Korábbi elnevezései
- 1912–1925: KAFK[1]
- 1925–1992: Hajduk Kula
- 1992–2008: Hajduk-Rodić M&B

2008 januárja óta jelenlegi nevén szerepel.

## Stadion

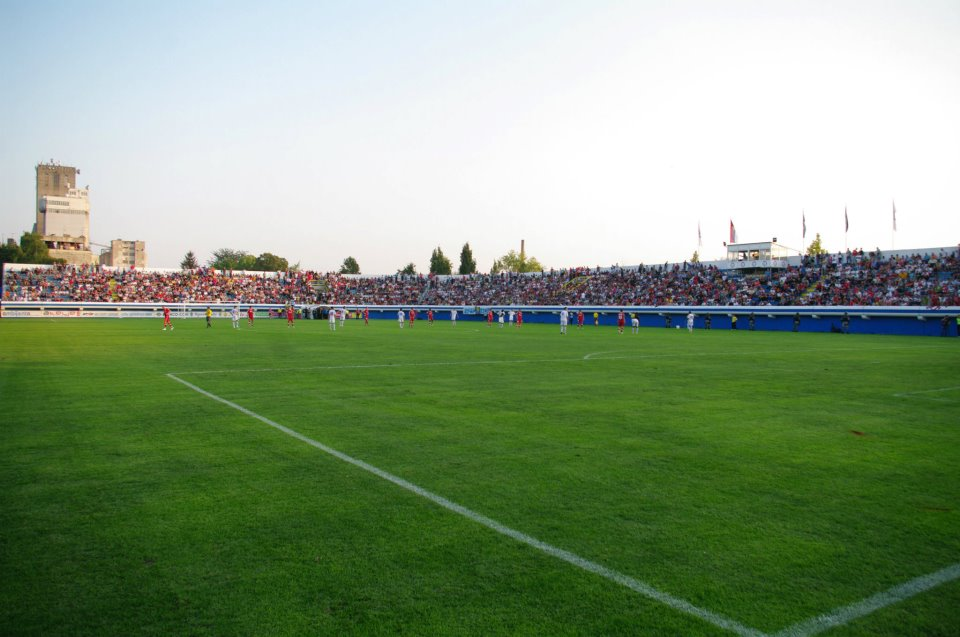
A csapat stadionja mérkőzés közben, 2011-ben

A FK Hajduk Kúla stadion, Kúla központjában fekszik. A stadionban 6000 ülőhelyes.
FK Hajduk stadion egy több funkciós épület, sport- és üzletközpont egyaránt.
Az új stadion 1992-ben épült, köszönhetően az akkori vezetőségnek.
A stadion kapacitása 5973 férőhely és teljesen borított székekkel. Négy rendszeres bemenettel (kettő a nyugati, az egyik a déli és északi), és egy speciális bejárati V.I.P. részre (keletre), valamint a közúti hozzáférés délre.
Emellett a stadion keretében van egy étterem, irodaház, öltözők, parkolási és egyéb részek.

## Eredményei

### Nemzetközi kupaszereplés

#### Összesítve
| Kupa           | J  | GY | D | V | LG–KG |
| -------------- | -- | -- | - | - | ----- |
| UEFA-kupa      | 2  | 0  | 2 | 0 | 1–1   |
| Intertotó-kupa | 8  | 4  | 0 | 4 | 13–11 |
| Összesítve     | 10 | 4  | 2 | 4 | 14–12 |

#### Szezonális bontásban
| Idény     | Kupa           | Forduló         | Klub            | 1. mérk. | 2. mérk.   |
| --------- | -------------- | --------------- | --------------- | -------- | ---------- |
| 1997      | Intertotó-kupa | Csoportkör      | Halmstads BK    | 0–1      | 0–1        |
| 1997      | Intertotó-kupa | Csoportkör      | TPS             | 2–1      | 2–1        |
| 1997      | Intertotó-kupa | Csoportkör      | Kongsvinger IL  | 2–0      | 2–0        |
| 1997      | Intertotó-kupa | Csoportkör      | Lommel          | 2–3      | 2–3        |
| 2006–2007 | UEFA-kupa      | 2. selejtezőkör | CSZKA Szofija   | 0–0      | 1–1 (h.u.) |
| 2007      | Intertotó-kupa | 2. forduló      | NK Maribor      | 0–2      | 5–0        |
| 2007      | Intertotó-kupa | 3. forduló      | União de Leiria | 1–0      | 1–4 (h.u.) |

Megjegyzés: Csak az Európai Labdarúgó-szövetség (UEFA) által szervezett európai kupák eredményeit tartalmazza. Az eredmények minden esetben a Vojvodina szemszögéből értendőek, a félkövéren jelölt mérkőzéseket pályaválasztóként játszotta.

## Külső hivatkozások
- Hivatalos honlap (szerbül)
- Adatlapja az uefa.com-on (angolul)